# Wahoo (Nebraska)
Wahoo is een plaats (city) in de Amerikaanse staat Nebraska, en valt bestuurlijk gezien onder Saunders County.

## Demografie
Bij de volkstelling in 2000 werd het aantal inwoners vastgesteld op 3942.
In 2006 is het aantal inwoners door het United States Census Bureau geschat op 4041, een stijging van 99 (2,5%).

## Geografie
Volgens het United States Census Bureau beslaat de plaats een oppervlakte van
5,5 km², geheel bestaande uit land.

## Plaatsen in de nabije omgeving
De onderstaande figuur toont nabijgelegen plaatsen in een straal van 12 km rond Wahoo.

## Geboren in Wahoo
- Darryl F. Zanuck (1902-1979), filmproducent, studiobaas en scenarioschrijver
- George Wells Beadle (1903-1989), wetenschapper en Nobelprijswinnaar (1958)
- Howard Hanson (1899-1981), componist en muziekpedagoog